# Hélène Segara
Hélène Aurore Alice Rizzo  (Six-Fours-les-Plages, Francia, 26 de febrero de 1971) conocida como Hélène Ségara es una cantante francesa que alcanzó la fama por su papel de Esmeralda en el musical de Víctor Hugo Notre-Dame de París (o El Jorobado de Notre-Dame)

## Biografía
Hija de italiano y armenia, Vivió su infancia en Six-Fours-les-Plages, un pueblo del departamento de Var (Provenza-Alpes-Costa Azul). Dejó la casa de sus padres a la edad de 16 años para mudarse a París, donde tendría su primer hijo como madre soltera. 

## Trayectoria musical
Con la idea de dedicarse a cantar, Hélène se promocionaba actuando en bares de la Costa Azul para poder mantener a su hijo.
De vuelta en París con su hijo, fue en busca de un productor, encontrando en su camino al productor musical Orlando, el productor de Dalida. Ella firmó su contrato con la condición de preservar su independencia.
En agosto del 2003, tras muchos años soltera, Hélène Ségara se casó en Ajaccio con Mathieu Lecat, hijo del periodista Didier Lecat, con el que tuvo otros dos hijos.
Los éxitos llegaron poco a poco con Je vous aime adieu (Le amo pero adiós), sencillo extraído de su primer álbum Cœur de verre (1996), y el dúo con Andrea Bocelli Vivo per lei/Je vis pour elle (Vivo por ella). Después de este álbum, Hélène consigue el papel de Esmeralda en el musical Notre-Dame de Paris (Nuestra Señora de París) compuesto por Luc Plamondon basada en la obra de Victor Hugo).

### Pérdida de la voz
El ascenso de la cantante comienza visiblemente con su participación en el musical, pero es víctima de un quiste en las cuerdas vocales. De manera repentina, en la presentación del espectáculo Notre-Dame de Paris en Canadá perdió la voz. Su productor de aquel tiempo hizo todo lo posible para recobrar el contrato, pero los especialistas le predijeron que Hélène no volvería a cantar jamás. Contra pronóstico, ella perseveró y una delicada operación le devolvió su voz y su carrera.
Tras un largo periodo ausente de la música, comienza a preparar un segundo álbum, Au nom d'une femme (En nombre de una mujer) (2000). El álbum llegó rápidamente a estar entre los primeros 50 puestos de ventas, recibiendo Hélène un disco de diamante. Una vez publicado este segundo álbum, Hélène se embarca en una gira mundial de dos años, durante la cual se publica un DVD con el concierto que dio en el teatro Olympia de París. Au nom d'une femme fue galardonado con los discos de oro, platino y diamante, los más de millón y medio de ejemplares vendidos fueron todo un récord comercial.

### Humaine, Laura Pausini y consagración en el panomara musical de Francia
En marzo de 2003 lanzó su tercer álbum, Humaine, mejor valorado que los anteriores, que sería su mayor éxito profesional, especialmente por el dúo que hizo con Laura Pausini interpretando On n'oublie jamais rien, on vit avec. 
En 2005 editó un álbum de grandes éxitos, Le Best of Hélène Ségara, seguido en 2006 del  álbum inédito, Quand l'éternité..., en 2008 Mon pays c'est la terre y en 2011 Parmi la foule.

### Il Divo
En 2014 Hélène interpretó la canción Memory del musical de Cats junto con el cuarteto Il Divo. La canción fue incluida en el disco del grupo A Musical Affair (2014).

## Discografía
- 1996: Coeur de verre
- 2000: Au nom d'une femme
- 2001: Live à l'Olympia
- 2002: Hélène (en español)
- 2003: Humaine
- 2005: Best Of Hélène Segara
- 2006: Quand l'éternité...
- 2008: Mon pays c'est la terre
- 2011: Parmi la foule
- 2013: Et si tu n'existais pas
- 2016: "Amaretti"

### Colaboraciones en otros álbumes
- 2014: A Musical Affair de Il Divo.